# اسدالله شعبانی
اسدالله شعبانی متولد چهارم تیرماه ۱۳۳۷ خورشیدی از شاعران و نویسندگان سرشناس شعر کودک و نوجوان در ایران است. وی از سال ۱۳۵۸ تا ۱۳۹۲ از جمله کارشناسان کانون پرورش فکری کودکان و نوجوانان به همراه افرادی همچون سیروس طاهباز، احمدرضا احمدی و م. آزاد، بوده و عضویت در شورای کتاب کودک، دفتر تألیف کتاب‌های درسی و … را هم در پیشینه کاری خود دارد.
شعبانی نشان درجه یک هنری در رشته شعر را از سوی شورای ارزشیابی هنرمندان، وزارت فرهنگ و ارشاد اسلامی در سال ۱۳۸۸ دریافت کرده است.
وی را می‌توان از شاعران حلقه کیهان بچه‌ها دانست که در کنار شاعرانی همچون جعفر ابراهیمی، مصطفی رحماندوست، شکوه قاسم‌نیا به شعر کودک می‌پرداختند.
شعر زیبا زیبا زیبایی ای ایران در کتاب اول دبستان معروف‌ترین شعر وی است که آهنگ‌های مختلفی روی آن گذاشته شده است.
آثار وی از سوی انتشارات‌های کانون پرورش فکری کودکان و نوجوانان، مدرسه، امیرکبیر، افق و … هم‌چنین انتشارات توکا (با مدیریت شخصی خودش) منتشر شده است.

## زندگی

### دورانِ کودکی و نوجوانی
ام ارباب و رعیتی درآمده بودند، در کودکی به مکتب خانه می‌رفتم. یک روز به‌طور اتفاقی دبستانی را که به تازگی در گوشه‌ای از ده دایر شده بود، کشف کردم. ششم نظام قدیم را با نمره‌های نگفتنی گرفتم. بعد هم ترک تحصیل بود و کار در کارخانه‌های تهران. در تهران درس را شبانه ادامه دادم، نخست دیپلم اقتصاد اجتماعی گرفتم سپس در رشتهٔ زبان و ادبیات فارسی فارغ‌التحصیل شدم. بعدها هم نشان درجهٔ یک هنری در رشتهٔ شعر را از سوی وزارت ارشاد اسلامی به من دادند. یکی از مهم‌ترین رویدادهای زندگی‌ام در ۱۲ – ۱۳سالگی آشنایی با کتابخانه‌های کانون پرورش فکری کودکان بود که مسیر کار و زندگی مرا به کلی دگرگون کرد. در این سال‌ها بود که با ولع تمام کتاب می‌خواندم از همه گونه کتاب که گیرم می‌آمد! از ۱۲ سالگی، خاطرات روزانه می‌نوشتم که تمرینی بود برای داستان‌نویسی؛ و گاه شعر به شیوه قدما می‌ساختم، متأثر از بزرگانی چون خیام و حافظ. در سال‌های ۵۵–۵۶ با شعر نو هم آشنا شدم نخست با فروغ و… بعد نیما، که البته درک نیما به آسانی ممکن نبود، در این سال‌ها قدیم و جدید را با هم می‌خواندم. هم در"المعجم فی معاییر اشعارالعجم" غوطه می‌خوردمو هم حرف‌های همسایهٔ نیما را به خاطر می‌سپردم. هم غزل می‌ساختم و هم به شیوه نیمایی شعر نو می‌پرداختم که در نشریات آن زمان هم چاپ می‌شد. بی‌رویه می‌نوشتم، بی‌رویه هم می‌خواندم از "غرش طوفان" گرفته تا فلسفه هگل"! چیزی که نمی‌شناختم اما ادبیات کودک بود!»

### دوران بزرگسالی
وی دربارهٔ دوران آغاز به کار حرفه‌ای خود می‌گوید: «بعدها که انقلاب شد و من شدم کارشناس فرهنگی کانون پرورش فکری کودکان. کوشیدم برای بچه‌ها هم بنویسم و از همان آغاز کتاب‌هایم برای کودکان انتشار یافت. از آغاز انقلاب با همهٔ مراکز فکری و فرهنگی کشور که به گونه‌ای با کودک و ادبیات کودکان سر و کار داشته‌اند همکاری کرده‌ام از رادیو و تلویزیون و آموزش و پروزش و … تا کنون نزدیک به ۴۰۰ عنوان از نوشته‌هایم توسط ناشران مختلف منتشر شده است. بیشتر کتاب‌های من شعر و قصه و قصهٔ منظوم برای کودکان ایران است.
اکنون بازنشستهٔ کانون پرورش فکری کودکانم، در کنار فعالیت‌های پراکنده بعضی از کتاب‌هایم را در نشر توکا به مدیریت خودم منتشر می‌کنم که بیشتر نوعی سرگرمی است و کار دل».

## آثار
فهرست آثار اسدالله شعبانی:
- هزار سال شعر فارسی (گزینه شعر کهن برای بچه‌ها) به اتفاق سیروس طاهباز، احمد رضا احمدی - جعفر ابراهیمی و… - کانون پرورش فکری چاپ اول سال ۱۳۶۵
- فعالیت‌های یاددهی، یادگیری با همکاری گروهی از کارشناسان آموزش پیش دبستان، توکا ۱۳۸۵
- خرمن شعر خردسالان (نقد و بررسی شعر کودک در ایران همراه با ششصد شعر کوتاه) برای مراکز پیش از دبستان به عنوان بزرگ‌ترین و مهم‌ترین منبع شعر خردسالان در ایران، نشر توکا ۱۳۸۶
- بال‌های احساس مجموعه شعر جوانان ۱۳۶۷
- پرسه‌های شبانه نخستین مجموعه شعر برای جوانان پیوند ۱۳۶۸ و تجدید چاپ در نشر توکا ۱۳۹۳(کتاب تقدیری جشنوارهٔ کتاب برتر ۱۳۹۴) با طراحی جلد آیدین آغداشلو
- شکار دست‌های تو با من مجموعه شعر برای جوانان توکا ۱۳۸۴
- یک نفر رد شد از کنار دلم مجموعه شعر برای نوجوانان و جوانان، توکا ۱۳۸۸ (کتاب برتر پنجمین جشنواره انجمن فرهنگی ناشران ایران ۱۳۸۸)، ترجمه شده به زبان تاجیکی و روسی
- جشن جوانه‌ها (مجموعه شعر کودکان) مدرسه چاپ اول۱۳۷۰
- ساز من ساز جیرجیرک (مجموعه شعر کودکان)، کانون ۱۳۷۳کتاب برگزیده نومای ژاپن و جشنواره‌های ملی و بین‌المللی دیگر از جمله شورای کتاب کودک
- ما همه رنگارنگیم (مجموعه شعر کودکان)، توکا ۱۳۸۹
- ترانه‌های شاد (مجموعه شعر کودکان) توکا ۱۳۸۲
- شعرهای بی خیال میرزا جلد نخست (شعرهای طنز آمیز) توکا ۱۳۸۲ و جلد دوم در سال ۱۳۹۳
- آواز توکا (گزینه شعرهای نوجوانان از میان کتاب‌های قبلی شاعر) توکا ۱۳۷۶کتاب سال مجله پوپک برگزیده جشنواره کانون پرورش فکری کودکان
- عصا و اسب چوبی (برگزیده‌ای از شعرهای کودکان شاعر) نشرتوکا ۱۳۷۹ کتاب منتخب بررسی کتاب کانون پرورش فکری کودکان و نوجوانان
- ماه نو، نگاه نو (منظومه‌ای برای کودکان)، کانون پرورش فکری کودکان و نوجوانان ۱۳۸۵ کتاب سال وزارت ارشاد اسلامی، ترجمه شده به زبان مالی
- ما، با هم (مجموعه شعر کودکان) کانون پرورش فکری کودکان ونوجوانان ۱۳۶۵
- شاعر و شب بو (مجموعه شعر نوجوانان)، کانون پرورش فکری کودکان و نوجوانان ۱۳۷۴برگزیده جشنوارهٔ کانون پرورش فکری
- چراغ شکوفه‌ها (مجموعه شعر کودک)، انتشارات مدرسه ۱۳۷۰
- پولک ماه (مجموعه شعر کودکان) کانون پرورش فکری کودکان و نوجوانان ۱۳۷۵کتاب برگزیدهٔ جشنواره کتاب کانون و نیز کتاب راه یافته به کتابخانه مونیخ آلمان
- ساز شاخه‌ها (مجموعه شعر نوجوانان) کانون پرورش فکری کودکان و نوجوانان۱۳۷۴برگزیدهٔ جشنواره کانون پرورش فکری کودکان و نوجوانان
- شیشه‌های آسمان (مجموعه شعر نوجوانان) امیرکبیر ۱۳۶۲
- زمین کوچک من (مجموعه شعر کودک) امیر کبیر ۱۳۶۲
- گل آفتابگردان، کانون پرورش فکری کودکان و نوجوانان ۱۳۶۴ کتاب برگزیده جشنواره کتاب کانون پرورش فکری کودکان و نوجوانان
- زمین ما، دل ما، کانون پرورش فکری کودکان و نوجوانان ۱۳۸۴ کتاب برگزیده جشنواره کتاب کانون کتاب برگزیده جشنواره سلام بچه‌ها، برگزیدهٔ کتاب سال وزارت ارشاد اسلامی ۱۳۸۵
- رنگین کمان کودکان، (مجموعه شعر کودکان) کانون پرورش فکری کودکان و نوجوانان ۱۳۷۹ کتاب برگزیده جشنواره کتاب کانون پرورش فکری کودکان
- پرچم سبز درخت (مجموعه شعر کودکان)- منادی تربیت ۱۳۸۵- کتاب برگزیدهٔ وزارت ارشاد اسلامی برای کتاب فصل
- مجموعهٔ ۱۲ جلدی قصهٔ امشب نشر ویدا – نشر هگمتان که شامل (۳۷۷ افسانه ایرانی و خارجی) است که برای کودکان ایرانی بازنویسی و بازآفرینی شده و تصویرگری آن را بیش از دویست تصویرگر انجام داده‌اند. چاپ اول ۱۳۸۴ تقدیری جشنوارهٔ کتاب کانون پرورش فکری کودکان
- درخت خرمالو، (قصه کودکان) قاصدک ۱۳۶۵ ترجمه یکی از داستان‌های این کتاب به زبان ترکی
- قصه الاغه و کلاغه، کانون پرورش فکری کودکان و نوجوانان ۱۳۷۲ ترجمه به زبان کردی
- نخستین پرواز (قصه کودکان) کانون پرورش فکری کودکان و نوجوانان ۱۳۷۱ روی جلد کتاب برگزیده بلونیا
- بلندترین صدا (قصه کودکان) کانون پرورش فکری کودکان و نوجوانان ۱۳۷۱
- شنگول و منگول، امیرکبیر (شکوفه) ۱۳۶۲
- خاله مورچه جون، نشر شورا ۱۳۷۳
- عمو زنجیر باف، (نمایش منظوم) پیدایش ۱۳۷۷
- قصه مار و قورباغه، امیرکبیر۱۳۷۳
- مهر مادر، قصهٔ کودک، توکا ۱۳۸۳
- حسنی و اسب سفید، قصه منظوم، توکا۱۳۸۰
- گوهر و گلدی، مجموعه قصه، کاوشگر ۱۳۶۸
- هیچ هیچ هیچانه، مجموعه ترانه با همکاری دیگر شاعران کودک، افق ۱۳۹۰
- فوتبالیست‌های محله، قصهٔ منظوم طنز، قدیانی ۱۳۸۲
- مرغابی و ماه، بازنویسی از کلیله و دمنه، کانون پرورش فکری ۱۳۹۰
- چشمهٔ ماه، بازنویسی از مثنوی معنوی ۱۳۹۰
- آب و مهتاب، مجموعه شعر، برگزیده جشنواره کتاب کانون پرورش فکری کودکان و نوجوانان ۱۳۶۶
- خانهٔ پروانه‌ها، مجموعه شعر، مدرسه ۱۳۷۶
- تنگ بلور آسمان، مجموعه شعر، منادی تربیت، کتاب برگزیدهٔ فصل وزارت ارشاد اسلامی ۱۳۸۸
- خدا خدای مهربان، مجموعه شعر خردسالان، به‌نشر ۱۳۹۰
- لالا لالا عروسک، به‌نشر ۱۳۹۰
- لالایی‌ها، امیرکبیر ۱۳۹۳
- تولدت مبارک، مجموعه شعر کودک، کاوشگر ۱۳۶۴
- تکه‌ای از دریا، گزینهٔ شعر کودک، کانون پرورش فکری کودکان و نوجوانان ۱۳۸۸
- باغ نقاشی، به‌نشر ۱۳۹۰
- چه کسی داده به گل این همه رنگ، ترجمه منظوم، شهرتاش ۱۳۹۱ با رعایت کپی رایت (برگزیدهٔ شورای کتاب کودک ۱۳۹۳)
- پرطلا، قصهٔ منظوم، نهاد هنر و ادبیات ۱۳۶۶
- برکه، منظومه‌ای برای نوجوانان، شکوفه امیرکبیر ۱۳۶۴
- خانهٔ ما خانهٔ آهوها، ترجمه منظومی از چلسی آراگون- تصویرگر: لسلی بیکر- افق ۱۳۷۰
- جوجه ما گم شده بود، (برگردان به شعر کودک از کریستوفر ورمل با رعایت کپی رایت)، افق ۱۳۷۸ این کتاب نخستین بار در سال ۱۳۹۳ در آمریکا منتشر * شده و جایزه‌های زیادی برده است
- روباه دم بریده، (قصه عامیانه برای کودکان) خانه ادبیات – توکا ۱۳۷۶
- دختر باغ آرزو، (قصه‌ای منظوم با الهام از آندرسن) با تصویرگری نسرین خسروی- توکا ۱۳۷۷ این کتاب در اغلب جشنواره‌های ملی و بین‌المللی کتاب از جمله کنکور بزرگ نوما برنده شده و یکی از مشهورترین و بحث‌برانگیزترین کتاب‌های کودکان در دههٔ اخیر به سبب تصویرگری بوده است.
- آخرین برنده آزاد، برگردان به شعر با تصویرگری شیلا هنیز بر اساس قصه‌ای از هاریس استون، کانون پرورش فکری کودکان، این کتاب برگزیده شورای کتاب کودک بوده است. ۱۳۸۰
- قصه‌های شیرین شاهنامه، دو جلدی، پیدایش ۱۳۷۸ که جلد نخست این کتاب برگزیده شورای کتاب کودک و جلد دوم آن برگزیده جشنوارهٔ رشد شده است.
- گنجشک و پنبه دانه (قصه عامیانه)، توکا ۱۳۷۷
- قصه شهر قشنگ جنگلی (قصه منظوم)، توکا ۱۳۷۹
- پروانه و گل سر (مجموعه شعر کودک)، کانون پرورش فکری کودکان ۱۳۷۵ کتاب برگزیده شورای کتاب کودک
- فرود (بازنویسی از شاهنامه)، کانون پرورش فکری کودکان ۱۳۹۳
- جستاری پیرامون شعر کودک در ایران (مباحث نظری کانون پرورش فکری کودکان و نوچوانان ۱۳۹۳)
- ای میهن من ایران (مجموعه شعر برای همه کودکان ایران زمین ۱۳۹۴)، کتاب برگزیده شورای کتاب کودک ۱۳۹۵
- پولک به پولک مجموعه شعر کودک – پیدایش ۱۳۹۳ برگزیده جشنوارهٔ کتاب برتر ۱۳۹۴
- کتاب کتاب صد تا کتاب (صد جلد در یک بسته)، آوای باران ۱۳۹۴
- بگو تا بگم (سری ۶ جلدی برای خردسالان)، نشر خط‌خطی ۱۳۹۴
- هلم بده قلم بده، سری ۵ جلدی قصه‌های منظوم برای کودکان- سورهٔ مهر ۱۳۹۴
- مجموعهٔ ده جلدی قصه‌های عامیانه، مدرسه ۱۳۹۴
- آدمک برفی، قصه برای کودکان- مدرسه۱۳۹۳
- قصه زاغ و روباه، مدرسه برگزیدهٔ جشنوارهٔ رشد ۱۳۹۴
- مجموعه شعر کودکان، مدرسه ۱۳۹۳

نقد اسدالله شعبانی دربارهٔ فیلم خانه دوست کجاست به کارگردانی عباس کیارستمی که در شماره ۱۱۹۹ زن روز در ایام اکران فیلم در سال ۱۳۶۷ شمسی چاپ شده بود در کتاب‌خانه دوست کجاست نوشته عباس کیارستمی و کیومرث پوراحمد در قالب مجموعه‌ای از نقدهای برتر فیلم در سال ۱۳۹۶ شمسی از سوی کانون پرورش فکری کودکان و نوجوانان بازنشر یافته است.

## جایزه‌ها
برخی جایزه‌های اسدالله شعبانی عبارتند از:
- «خرمن شعر خردسالان» (نقد و بررسی شعر کودک در ایران همراه با ششصد شعر کوتاه) برای مراکز پیش از دبستان به عنوان بزرگ‌ترین و مهم‌ترین منبع شعر خردسالان در ایران راه یافته به جشنوارهٔ رشد۱۳۹۴
- «پرسه‌های شبانه» (کتاب تقدیری جشنوارهٔ کتاب برتر ۱۳۹۴)
- «یک نفر رد شد از کنار دلم»، مجموعه شعر برای نوجوانان و جوانان، (کتاب برتر پنجمین جشنواره انجمن فرهنگی ناشران ایران ۱۳۸۸)، ترجمه شده به زبان تاجیکی و روسی
- «ساز من ساز جیرجیرک»، کتاب برگزیده نومای ژاپن و جشنواره‌های ملی و بین الملی دیگر از جمله شورای کتاب کودک
- «آواز توکا»، کتاب سال مجله پوپک برگزیده جشنواره کانون پرورش فکری کودکان
- «عصا و اسب چوبی»، کتاب منتخب بررسی کتاب کانون پرورش فکری کودکان و نوجوانان
- «ماه نو، نگاه نو»، کتاب سال وزارت ارشاد اسلامی، ترجمه شده به زبان مالی
- «شاعر و شب بو»، برگزیده جشنوارهٔ کانون پرورش فکری
- «پولک ماه»، کتاب برگزیدهٔ جشنواره کتاب کانون و نیز کتاب راه یافته به کتابخانه مونیخ آلمان
- «ساز شاخه‌ها»، برگزیدهٔ جشنواره کتاب کانون پرورش فکری کودکان و نوجوانان
- «گل آفتابگردان»، برگزیدهٔ جشنواره کتاب کانون پرورشی فکری کودکان و نوجوانان
- «زمین ما، دل ما»، کتاب برگزیده جشنواره کتاب کانون پرورش فکری کودکان و نوجوانان و کتاب برگزیده جشنواره سلام بچه‌ها، برگزیدهٔ کتاب سال وزارت ارشاد اسلامی ۱۳۸۵
- «رنگین کمان کودکان»، کتاب برگزیده جشنواره کتاب کانون پرورش فکری کودکان
- «پرچم سبز درخت»، کتاب برگزیدهٔ وزارت ارشاد اسلامی برای کتاب فصل
- «قصهٔ امشب» سری ۱۲ جلدی تقدیری جشنوارهٔ کتاب کانون پرورش فکری کودکان و نوجوانان
- «درخت خرمالو»، ترجمه یکی از داستان‌های این کتاب به زبان ترکی
- «قصه الاغه و کلاغه»، کانون پرورش فکری کودکان و نوجوانان ۱۳۷۲ ترجمه به زبان کردی
- «نخستین پرواز»، (قصه کودکان) کانون پرورش فکری کودکان و نوجوانان ۱۳۷۱ روی جلد کتاب برگزیده بلونیا
- «آب و مهتاب»، مجموعه شعر، برگزیده جشنواره کتاب کانون پرورش فکری کودکان و نوجوانان
- «تنگ بلور آسمان»، مجموعه شعر، منادی تربیت، کتاب برگزیدهٔ فصل وزارت ارشاد اسلامی
- «تکه‌ای از دریا»، گزینهٔ شعر کودک، کانون پرورش فکری کودکان و نوجوانان
- «چه کسی داده به گل این همه رنگ»، ترجمه منظوم، شهرتاش ۱۳۹۱ با رعایت کپی رایت (برگزیدهٔ شورای کتاب کودک ۱۳۹۳)
- «جوجه ما گم شده بود»، (برگردان به شعر کودک از کریستوفر ورمل با رعایت کپی رایت)، این کتاب نخستین بار در سال ۱۹۹۳ در آمریکا انتشار یافته است و جایزه‌های زیادی برده است
- «دختر باغ آرزو»، این کتاب در اغلب جشنواره‌های ملی و بین‌المللی کتاب از جمله کنکور بزرگ نوما برنده شده و یکی از مشهورترین و بحث برانگیزترین کتاب‌های کودکان در دههٔ اخیر به سبب تصویرگری بوده است.
- «آخرین پرنده آزاد»، برگزیده شورای کتاب کودک
- «قصه‌های شیرین شاهنامه»، (دو جلدی) جلد اول برگزیده شورای کتاب کودک و جلد دوم برگزیده جشنوارهٔ رشد
- «پروانه و گل‌سر» برگزیده شورای کتاب کودک
- «ای میهن من ایران» کتاب برگزیده شورای کتاب کودک ۱۳۹۵
- «پولک به پولک»، برگزیده جشنوارهٔ کتاب برتر ۱۳۹۴
- «قصه زاغ و روباه»، برگزیدهٔ جشنوارهٔ رشد ۱۳۹۴

## فیلم و شعرخوانی
مصاحبه‌هایی از وی در فیلم‌های «نغمه سرای کودکان» ساخته هومن ظریف دربارهٔ عباس یمینی شریف منتشر شده است. شعرخوانی او در سایت اینترنتی فصلنامه گوهران برای نوروز ۱۳۹۵ نیز از جمله آثار صدای شاعر است.